# Magazín radiofònic
|  | Aquest article tracta sobre el format radiofònic. Si cerqueu la publicació impresa, vegeu «Revista». |

El magazín és un format radiofònic que sol ocupar àmplies franges horàries i que inclou programes anomenats «contenidor» perquè incorporen seccions i continguts molt diversos, units per l'estil que marca el seu presentador. Sempre es fa en directe i la participació activa de l'oient és molt important, a través de les tradicionals trucades telefòniques o, més recentment, a través dels correus electrònics o els missatges de mòbil. Aquests programes poden incorporar tot els gèneres periodístics —entrevistes, cròniques, reportatges, informes, etc.—, així com variacions d'altres formats —tertúlies, debats, sèries de ficció, humor, concursos, etc.

## Definició
Alguns autors diuen que el que fa atractiu un magazín és la gran varietat dels seus continguts, ja que combina la informació, l'opinió, l'espectacle i l'entreteniment, quatre elements que actualment dominen els matins radiofònics espanyols. És aquí on es concentren les grans estrelles de la ràdio com Iñaki Gabilondo o Luis del Olmo.
Potser la nota més important perquè el magazín soni harmoniós és el ritme àgil que es busca, ja que es tracta de crear interès en els oients en un moment del matí en el qual s'estan realitzant moltes tasques laborals. Respecte a les seccions que formen els magazín, es pot veure com entre elles tenen molt pocs elements en comú, ja que és el presentador el que dona la personalitat a l'espai radiofònic diferenciant-lo del d'altres emissores. Aquestes seccions també són anomenades microespais i, en moltes ocasions, podrien desenvolupar-se com un propi programa, ja que compten amb tots els elements necessaris per ser independents, com són el conductor, l'equip de redacció, els col·laboradors, el patrocinador i els continguts.
El magazín entreté l'oient amb informació, entrevistes, debats, converses i amb música de tant en tant. Els col·laboradors també són part important de la personalitat del programa, ja que la majoria són personatges populars coneguts pel públic i, encara que en moltes ocasions condueixen cap a altres seccions, mai treuen el protagonisme al presentador. Sobre ell recau el pes del programa i els diners, ja que són els que asseguren elevats ingressos econòmics al mitjà de comunicació i atrauen molta publicitat.
Pel que fa al llenguatge que s'utilitza en aquest tipus de programes, sol ser col·loquial i molt proper a l'oient, ja que el magazín no està dirigit a un públic especialitzat sinó a una franja molt àmplia de població, és a dir, a tot aquell que vulgui estar informat i conèixer diverses opinions. Aquests programes són realitzats en rigorós directe i, per tant, compten amb una gran espontaneïtat. A més, en moltes ocasions s'obren els micròfons als oients, fet que permet al públic participar activament i implicar-se, sentint-se dins del programa de ràdio.
La durada d'aquests programes és de tres a cinc hores, i poden arribar fins i tot a sis hores; tot i que als seus inicis eren de menor durada. Òbviament el fet que s'hagi ampliat el temps d'aquests programes és gràcies al fet que l'audiència de cada matí és molt àmplia, i això repercuteix en la publicitat i en els ingressos que la mateixa ràdio genera.

## Continguts
Els continguts dels magazín poden variar pel que fa a alguna secció depenent del dia de la setmana, però en general solen estar composts per informació d'actualitat, un debat o una tertúlia política, una entrevista de caràcter polític o social, una secció d'espectacles o oci, reportatges, una secció d'humor i notícies de cor. Cada matí és el mateix conductor del magazín el que obre el programa amb notícies que repassen l'actualitat connectant amb les emissores locals i amb els corresponsals.
Més tard apareix el debat en el qual els col·laboradors dialoguen sobre els temes d'actualitat donant les seves opinions més diverses. Després es continua amb l'entrevista a un personatge de rellevància política, econòmica o social per tractar a continuació temes més lleugers en seccions d'espectacles, cor, etc. Finalment es torna a reprendre l'actualitat per acabar el programa.

## Importància del diàleg
Aquests programes tenen un èxit rotund gràcies al diàleg, és l'atractiu dels oients, ja que la informació es transmet mitjançant una conversa, la qual cosa facilita la comprensió, i l'oient realitza menys esforç que si hagués de centrar tota la seva atenció en un únic locutor. A més, en rebre diferents opinions i versions es dona un coneixement major de la realitat, amb el qual, l'oient percep un major grau de credibilitat. Tots els magazín tenen els mateixos objectius: el rigor informatiu, veracitat, credibilitat, proximitat psicològica a l'oient i eficàcia.
Realment el magazín és un gènere molt poc creatiu, per aquest motiu i perquè el format del programa no ho permet: en moltes ocasions els programes es realitzen en teatres, pavellons o a l'aire lliure per crear altres formes d'atreure cada matí els milers d'oients de la ràdio.